# Дубки (флейт)
«Дубки» — парусный флейт Балтийского флота Российской империи, один из пяти флейтов типа «Дагерорт». Находился в составе флота с 1725 года, использовался для перевозки грузов и пассажиров между портами Финского залива.

## Описание флейта
Парусный флейт с деревянным корпусом, один из пяти флейтов типа «Дагерорт», строившихся на Олонецкой верфи в 1725 году. Длина судна составляла 27,5 метра, ширина — 7,3 метра, а глубина интрюма — 3,4 метра.

## История службы
Флейт «Дубки» был заложен на стапеле Олонецкой верфи и после спуска на воду в 1725 году вошёл в состав Балтийского флота России. Строительство флейта вёл кораблестроитель В. Фогель.
В кампанию 1726 года использовался в качестве грузового судна на сообщении между портами Финского залива.
Весной 1727 года совершил плавание из Кронштадта в Стокгольм, а с июля по сентябрь того же года входил в состав отряда вице-адмирала Н. А. Сенявина, который доставил в Киль цесаревну Анну Петровну и герцога К. Ф. Гольштейн-Готторпского. После чего ходил в Ригу.
С 1728 по 1730 год вновь использовался для перевозки грузов между портами Финского залива.

## Командиры судна
Командирами флейта «Дубки» в составе российского флота в разное время служили:
- унтер-лейтенант Семён Вышеславцев (1727 год)[5];
- Мошницкий (1728 год);
- шкипер Янсен (1730 год)[6].

### Комментарии
1. ↑  Всего в рамках серии было построено 5 флейтов: «Дагерорт», «Дубки», «Екатерингоф», «Киль» и «Эзель»[1].